# C.K. Sąd powiatowy w Birczy
C.K. Sąd powiatowy w Birczy – sąd powiatowy, znajdujący się w Birczy od utworzenia powiatu birczańskiego w 1850, przez jego likwidację 30 września 1876 i włączenie do powiatu dobromilskiego, aż do końca obecności władz austro-węgierskich w 1918. Funkcjonował on później jako Sąd Powiatowy w Birczy przez okres międzywojenny i okres II wojny światowej, oraz krótko po niej, do 1948, jako sąd rejonowy.
C.K. Sąd powiatowy w Birczy podlegał C.K. Sądowi Obwodowemu w Sanoku.

## W roku 1881
W 1881 sąd składał się z jednego sędziego (Henryk Emil Janiszewski), jednego adiunkta (Ludwik Riss), jednego kancelisty (Karol Salaryk) i dwóch woźnych.
Kasa sądu znajdowała się w c.k. urzędzie podatkowym w Dobromilu.

## W roku 1884
W 1884 sąd składał się z jednego sędziego (jw.), jednego adiunkta (jw.), jednego kancelisty (Cyryl Ochnicz) i dwóch woźnych. Kasa sądu była w c.k. urzędzie podatkowym w Dobromilu. Notariuszem był Władysław Zawadzki.
Według informacji prasowej z 16 sierpnia 1896 cały skład osobowy sądu w Birczy (od naczelnika po woźnego) wniósł prośbę o przeniesienie.

## W roku 1900
W roku 1900 sąd składał się z jednego sędziego (radca Maryan Mayer), trzech adiunktów (Jan Józef Dębicki, Bronisław Ludwik Świderski, Samuel Nebenzahl), pięciu urzędników kancelarii (oficjel Mikołaj Machłaj, oficjel Franciszek Stenitschka, kanclerz Henryk Bocheński, kanclerz Stanisław Weinar, kanclerz Stanisław Bukowski), trzech woźnych.
Kasa sądu znajdowała się w c.k. urzędzie podatkowym w Birczy. Notariuszem był Antoni Dobrzański.

## W roku 1911
Radca i naczelnik i sądu: Jan Wacław Hroboni.

## W roku 1913
W 1913 Sąd składał się z jednego naczelnika sądu (Jan Wacław Hroboni), jednego sędziego powiatowego (Mark Leon Leib), dwóch sędziów (Ludwik Kantor, Stanisław Rutkowski), czterech urzędników (starszy oficjel Apolinary Andrzejowski, oficjel Wiktor Miśniakiewicz, kanclerz Konstanty Melnyk, kanclerz Ambroży Kostyszyn) i trzech woźnych.
Kasa sądu znajdowała się w C.K. Urzędzie podatkowym w Birczy.
Taksatorami dóbr dla okręgu Sądu powiatowego byli: Jan Janiszewski z Leszczawy Dolnej i Kazimierz Nowosielecki z Kuźminy, notariuszem był Wincenty Gabryelski.